# Adrián Morejón
Adrián Morejón (La Habana, Cuba, 27 de febrero de 1999) es un jugador profesional cubano de béisbol que se desempeña en la posición de lanzador en San Diego Padres, equipo de las Grandes Ligas de Béisbol (MLB).

## Carrera
En 2019, Morejón hizo su debut en la MLB con el equipo San Diego Padres, donde lleva jugando seis temporadas.